# ニコラス・ニクルビー

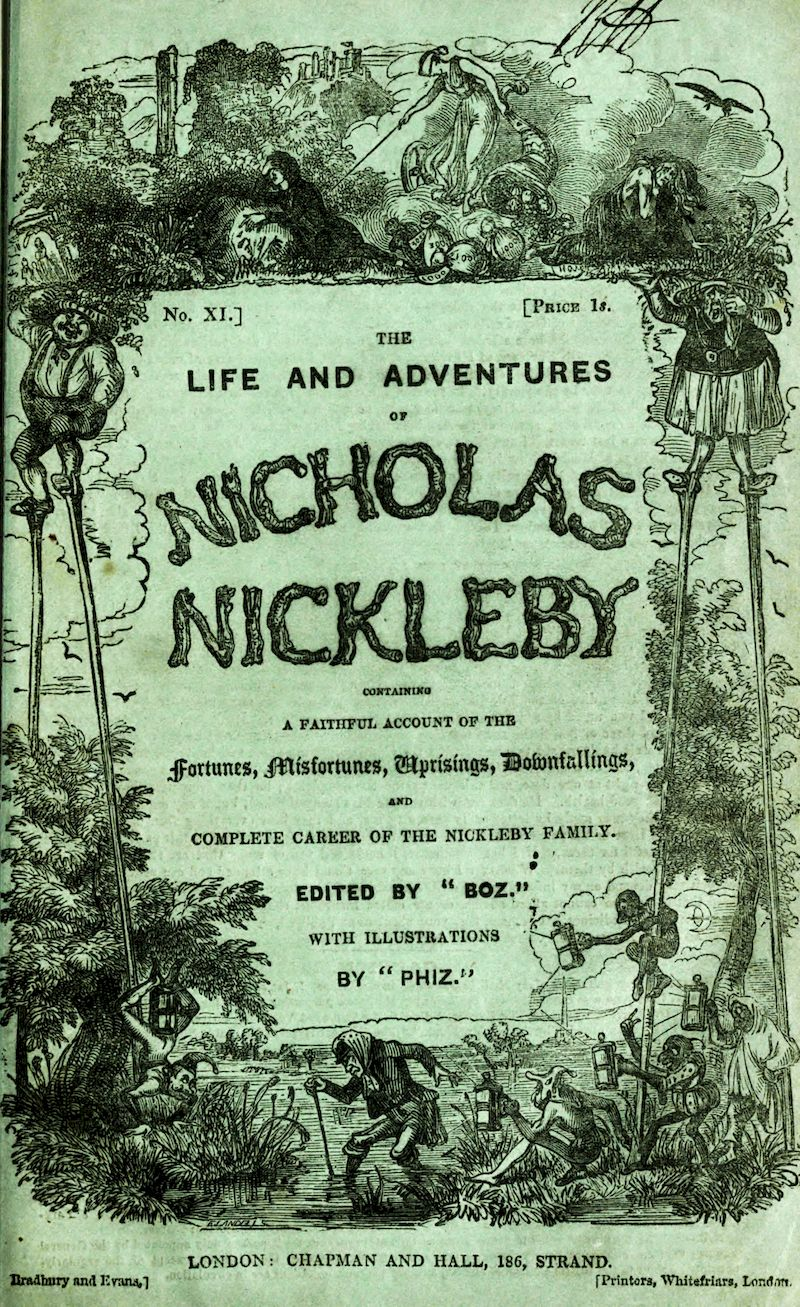

『ニコラス・ニクルビー』（Nicholas NicklebyまたはThe Life and Adventures of Nicholas Nickleby）は、チャールズ・ディケンズの小説。1838年から1839年まで連載されたディケンズ3作目の長編小説。

## あらすじ
父親を亡くしたニコラス・ニクルビーは父の兄ラルフ・ニクルビーを頼って、妹のケイトと、母の3人でロンドンにやってきた。ラルフは兄妹にそれぞれ職を紹介してやるが、ニコラスもケイトも就職先で苦境を味わうことになる。

## 登場人物
ニコラス・ニクルビー
主人公。正義感が強く血気盛んな青年。教師の他、サーカス一座では主演俳優兼脚本家としての才能を発揮する。行く先々で女性に好意を持たれ、それが元で度々問題を起こしてしまう。
ケイト・ニクルビー
ニコラスの妹。おめでたい性格の母親をフォローするしっかり者。ラルフに針子のお手伝いの職を紹介されるが、持ち前の美貌を顧客に買われて上司に嫉妬されて嫌がらせをされる。その後、就職先が破産すると、美貌をラルフの金儲けに利用され、不良貴族に乱暴されそうになると彼女の我慢は限界に達する。
ニクルビー夫人
ニクルビー兄妹の母親だが、愚鈍な性格故に2人の苦境には気付いていない。また、自惚れが強く非常に饒舌であり、臨家の狂人の求婚にまともに応じようとする。
ラルフ・ニクルビー
兄妹のおじである守銭奴の高利貸し。ニコラスを嫌う一方、ケイトの美貌を利用して金儲けをたくらんでいる。
ワックスフォード・スクィアーズ
寄宿学校の経営者。ラルフを介してニコラスを教員として雇うが、生徒を徹底的に虐げる方針がニコラスから反感を持たれ、脱出に失敗したスマイクを鞭打っている際に堪忍袋の緒が切れたニコラスに鞭で打たれる。以後、ニコラスを恨むようになる。
スマイク
スクィアーズの寄宿学校からニコラスが救い出した少年。知能は弱いが、クラムルズ一座では必死に台詞を憶えようと奮闘する。ニクルビー家に匿われているうちにケイトに恋をするが、臨終の際にニコラスだけにそれを伝える。死因は結核であるが、その描写の正確さは医学書に転用されたほど。その後ラルフの隠し子だということが判明する。
チアリブル兄弟
就職に難航したニコラスを雇う双子の兄弟。ニコラスたちの味方となる。終盤ではスクィアーズ校長やラルフらの悪事を暴くのに画策したり、格差から相手を拒絶したニクルビー兄妹と恋人たちの仲を取り持つ。
フランク・チアリブル
チアリブル兄弟の甥。職業斡旋所でニコラスと出会っていたが、兄弟の商会に加入後彼と親しくなる。彼の家族とも親しくなるうちにケイトと恋に落ちるが、裕福な商会の御曹司という社会的地位と自らの貧困の格差を理由にケイトから求婚を拒絶される。
マデリン・ブレイ
ニコラスが恋に落ちた女性。チアリブルに絵を売って生計を立てており、その関係でニコラスと知り合う。しかし父親の借金の肩代わりに、アーサー・グライド老人と無理矢理結婚させられそうになる。
アーサー・グライド
マデリンと無理やり結婚しようとした老人。ニクルビー兄妹の妨害とブレイ氏の死亡により、結婚に失敗する。同時に、マデリンに嫉妬した家政婦の老婆に財産とマデリンが莫大な遺産相続人である旨を記載した重要証文を持ち逃げされる。
ヴィンセント・クラムルズ
旅芸人一座の支配人。芝居がかった大げさな動作が特徴。道中で寄宿学校から脱出してきたスマイクとニコラスを一座に加入させる。クラムルズ一座はストーリーの本筋に直接関わりがないが、ディケンズの小説に浸透した演技的特質が顕在化したものとして注目されている。
ニューマン・ノッグズ
ラルフの職場の事務員で没落紳士。ラルフから虐げられるニクルビー兄妹に同情し、ラルフの会話を盗み聞きして立ち回る。終盤ではフランクと組んで、アーサーの証文を持つ家政婦をスクィアーズが口説く現場を押さえる。

## 日本語訳
- 『ニコラス・ニクルビー』（上下巻、田辺洋子訳、こびあん書房、2001年）　1)ISBN 978-4875582434　2)ISBN 978-4875582427
- 『善神と魔神と(ニコラス・ニクルビー)』（（一）で中絶、菊池武一訳、角川文庫、1953年）

## 映画化
サイレント時代から何度も映画化、TVドラマ化されているが、日本では1950年に『悪魔と寵児』（1947）が公開された。また2002年の映画『ディケンズのニコラス・ニックルビー』は公開されなかったがDVDで発売されている。
『悪魔と寵児』
- 監督：アルベルト・カヴァルカンティ（en:Alberto Cavalcanti）
- 出演：デレク・ボンド（en:Derek Bond）、セドリック・ハードウィック、メリー・メロール（en:Mary Merrall）など

『ディケンズのニコラス・ニックルビー』
- 監督：ダグラス・マクグラス
- 出演：チャーリー・ハナム、アン・ハサウェイ、ジェイミー・ベルなど